# Знам какво направи миналото лято
„Знам какво направи миналото лято“ (на английски: I Know What You Did Last Summer) е американски слашър трилър от 1997 г.

## Сюжет
Внимание:  Текстът по-долу разкрива сюжета на произведението (или части от него)!
В нощта на абитуриентския си бал четирима тийнейджъри с колата си блъскат човек. Уплашени от последствията, те изхвърлят тялото. Това решение променя живота им.

## Актьорски състав
- Дженифър Лав Хюит – Джули Джеймс
- Сара Мишел Гелар – Хелън Шивърс
- Райън Филипи – Бари Кокс
- Фреди Принз Джуниър – Рей Бронсън
- Бриджит Нилсън – Елза Шивърс
- Ан Хейш – Миси Егън
- Мюс Уотсон – Бен Уилис

## „Знам какво направи миналото лято“ В България
В България филмът е излъчен по FOX на 22 юли 2020 г. с български дублаж, записан от Андарта Студио. Екипът се състои от:
| Преводач            | Любина Ковачева                                                          |
| Редактор            | Милена Павлова                                                           |
| Тонрежисьор         | Галина Наумова                                                           |
| Режисьор на дублажа | Чавдар Монов                                                             |
| Озвучаващи артисти  | Здрава Каменова Ивет Лазарова Димитър Ангелов Борис Кашев Владимир Колев |

## Филми от поредицата за „Знам какво направи миналото лято“
Поредицата „Знам какво направи миналото лято“ включва 4 филма:
- „Знам какво направи миналото лято“ (1997)
- „Още знам какво направи миналото лято“ (1998)
- „Винаги ще знам какво направи миналото лято“ (2006)
- „Знам какво направи миналото лято“ (2025)